# Passion of Mind
Passion of Mind (no Brasil e em Portugal: Paixões Paralelas) é um filme de drama romântico de mistério norte americano, de 2000, estrelado por Demi Moore.  Foi o primeiro filme em inglês do diretor de cinema belga Alain Berliner, mais conhecido pelo filme europeu Ma vie en rose. O filme foi criticado pela crítica de cinema e se tornou uma decepção de bilheteria, arrecadando apenas US$769.272. Moore recebeu uma indicação ao Prêmio Framboesa de Ouro de Pior Atriz.

## Sinopse
Marie (Demi Moore) é uma viúva com duas filhas que sonha com Marty (Demi Moore), uma agente literária em Manhattan, que também sonha com Marie, sem saberem da existencia uma da outra. As mulheres parecem iguais. Marie conhece William (Stellan Skarsgård) que começa a corteja-la. Marty conhece Aaron (William Fichtner), um contabilista, que se torna seu amigo e, em seguida, seu amante. Ambas contam aos amantes os seus sonhos. William sente ciúmes, Aaron aceita a situação. Mesmo tornando-se amantes, Marie não adormecer ao lado de William. Marie vai de férias com William para Paris, e Marty acorda com um cinzeiro do hotel durante a noite. Elas são a mesma pessoa? O que vai desbloquear realidade?

## Elenco
- Demi Moore - Martha Marie / 'Marty' Talridge
- Julianne Nicholson - Kim
- William Fichtner - Aaron Reilly
- Sinéad Cusack - Jessie (como Sinead Cusack)
- Joss Ackland - Dr. Langer, o psiquiatra francês
- Peter Riegert - Dr. Peters, o psiquiatra de Nova Iorque
- Stellan Skarsgård - William Granther
- Eloise Eonnet - Jennifer 'Jenny' Talridge
- Gerry Bamman - Edward 'Ed' Youngerman

## Recepção
As resenhas de Passion of Mind foram amplamente negativas por parte dos críticos, com o Rotten Tomatoes dando uma classificação de 19% com base em 36 resenhas. Moore foi indicada ao Prêmio Framboesa de Ouro de Pior Atriz por este filme.